# Comté de Cleveland (Oklahoma)
Pour les articles homonymes, voir Comté de Cleveland.
Le comté de Cleveland est un comté situé dans l'aire urbaine d'Oklahoma City, la capitale l'État de l'Oklahoma aux États-Unis. Il comprend une petite partie d'Ocklahoma City proprement dite et plusieurs villes de banlieue. Norman, qui est le siège du comté, regroupe près de la moitié de la population. Selon le recensement de 2010, sa population est de 255 755 habitants.

## Comtés adjacents
- Comté d'Oklahoma (nord)
- Comté de Pottawatomie (est)
- Comté de McClain (sud et ouest)
- Comté de Canadian (nord-ouest)

## Principales villes
- Etowah
- Hall Park
- Lexington
- Moore
- Noble
- Norman
- Oklahoma City (une petite partie)
- Slaughterville